# Jerzy Radziwiłowicz
Jerzy Radziwiłowicz, né le 8 septembre 1950 à Varsovie, est un acteur de cinéma et de théâtre polonais. Il a suivi une formation théâtrale à l’École supérieure de théâtre de Varsovie en 1972. Il a joué principalement au Stary Teatr de Cracovie (de 1972 à 1996) ainsi qu’au Théâtre national de Varsovie (depuis 1998).
Au cinéma, il est particulièrement connu pour ses rôles dans les films L'Homme de marbre et L'Homme de fer, tous deux du réalisateur polonais Andrzej Wajda.
Radziwiłowicz est lauréat des plus hautes distinctions du théâtre polonais: le prix Leon Schiller (1977), le prix Witkacy (2000) et le prix Aleksander Zelwerowicz (2003).
Il obtient en 2016 le prix décerné par la rédaction de la revue (pl) Literatura na Świecie (pl) pour ses traductions de Molière.

## Filmographie sélective
- 1977 : L'Homme de marbre (Człowiek z marmuru) d’Andrzej Wajda : Maciej Tomczyk/Mateusz Birkut
- 1978 : Sans anesthésie (Bez znieczulenia) d'Andrzej Wajda : un étudiant de Michałowski
- 1979 : Útközben de Márta Mészáros
- 1980 : Z biegiem lat, z biegiem dni... d'Edward Kłosiński et Andrzej Wajda : Jerzy Boreński
- 1981 : L'Homme de fer (Człowiek z żelaza) d’Andrzej Wajda : Maciej Tomczyk/Mateusz Birkut
- 1981 : Le Grand Paysage d'Alexis Droeven de Jean-Jacques Andrien : Jean-Pierre Droeven
- 1982 : Passion de Jean-Luc Godard : Jerzy, metteur en scène
- 1985 : Sans fin (Bez końca) de Krzysztof Kieślowski : Antek Zyro
- 1988 : Les Possédés d’Andrzej Wajda
- 1995 : La Septième Demeure (Siódmy pokój) de Márta Mészáros : Hans
- 1997 : Un air si pur... d’Yves Angelo
- 1998 : Secret défense de Jacques Rivette : Walser
- 2000 : La Vie comme maladie mortelle sexuellement transmissible de Krzysztof Zanussi : le maire du village
- 2001 : L’Homme des foules de John Lvoff : Paul
- 2001 : La Plage noire de Michel Piccoli : A.
- 2003 : Histoire de Marie et Julien de Jacques Rivette : Julien Muller
- 2023 : Le Procès Goldman de Cédric Kahn : Alter Goldman, père de Pierre Goldman

## Doublage polonais
- Christopher Lee dans :
  - Le Pape Jean Paul II (2005) : cardinal Stefan Wyszyński
  - Le Hobbit : La Bataille des Cinq Armées (2014) : Saroumane
- 1984 : Hamlet, le prince de Danemark : Hamlet (Derek Jacobi)
- 2017[2] : Captain America: First Avenger  : Colonel Chester Phillips (Tommy Lee Jones)
- 2019 : Star Wars, épisode IX : L'Ascension de Skywalker : Luke Skywalker (Mark Hamill)

## Théâtre
- 1991 : Roberto Zucco de Bernard-Marie Koltès; mise en scène Bruno Boëglin, TNP Villeurbanne, Théâtre de la Ville
- 2001 : Tamerlan le grand de Christopher Marlowe, mise en scène Jean-Baptiste Sastre, Théâtre national de Chaillot
- 2002 : Tamerlan le grand de Christopher Marlowe, mise en scène Jean-Baptiste Sastre, La Filature, Comédie de Caen